# Que la bête meure
Que la bête meure (Brasil: A Besta Deve Morrer / Portugal: Réquiem para um Desconhecido) é um filme de suspense ítalo-francês de 1969 dirigido por Claude Chabrol.
O filme faz parte da lista dos 1000 melhores filmes de todos os tempos do The New York Times.